# 800 mètres masculin aux championnats du monde d'athlétisme 1993
Navigation
Tokyo 1991 Göteborg 1995
L'épreuve du 800 mètres masculin des championnats du monde d'athlétisme 1993 s'est déroulée du 14 au 17 août 1993 au  Gottlieb Daimler Stadion de Stuttgart, en Allemagne. Elle est remportée par le Kényan Paul Ruto.

## Résultats

### Finale
| Rang               | Athlète          | Pays           | Temps         | Notes |
| ------------------ | ---------------- | -------------- | ------------- | ----- |
| Médaille d'or      | Paul Ruto        | Kenya          | 1 min 44 s 71 |       |
| Médaille d'argent  | Giuseppe D'Urso  | Italie         | 1 min 44 s 86 |       |
| Médaille de bronze | Billy Konchellah | Kenya          | 1 min 44 s 89 |       |
| 4                  | Curtis Robb      | Royaume-Uni    | 1 min 45 s 54 |       |
| 5                  | Hezekiél Sepeng  | Afrique du Sud | 1 min 45 s 64 |       |
| 6                  | Freddie Williams | Canada         | 1 min 45 s 79 |       |
| 7                  | William Tanui    | Kenya          | 1 min 45 s 80 |       |
| 8                  | Tom McKean       | Royaume-Uni    | 1 min 46 s 17 |       |

## Légende
Records et Performances
- AR : Record continental (area record)
- CR : Record des championnats (championship record)
- MR : Record du meeting (meet record)
- NR : Record national (national record)
- OR : Record olympique (olympic record)
- PR : Record paralympique (paralympic record)
- PB : Record personnel (personal best)
- SB : Meilleure performance personnelle de la saison (season's best)
- WL : Meilleure performance mondiale de l'année (world leader)
- WJR : Record du monde junior (world junior record)
- WR : Record du monde (world record)

Circonstances et Conditions
- DNF : N'a pas terminé (did not finish)
- DNS : N'a pas pris le départ (did not start)
- DQ : Disqualification (disqualification)
- NM : Aucun essai valable enregistré (No Mark)
- Q : Qualifié « directement » au prochain tour (ou à la prochaine compétition), lors d'une compétition majeure, grâce au classement ou à la réalisation des minima (automatic qualifier)
- q : Qualifié au prochain tour (ou à la prochaine compétition), lors d'une compétition majeure, grâce au repêchage ou à la réalisation de l'une des meilleures performances parmi celles des « non qualifiés directement » (grâce au meilleur temps ou à la meilleure distance par exemple) (secondary qualifier)